# Сетон, Джордж, 4-й граф Уинтон
Джордж Сетон, 4-й граф Уинтон (англ. George Seton, 4rd Earl of Winton; 4 мая 1642 — 6 марта 1704) — шотландский дворянин-роялист, тайный советник и шериф Хаддингтоншира.

## Биография
Сын Джорджа Сетона, мастера Уинтона (1613—1648), и леди Генриетты Гордон (? — 1651), дочери Джорджа Гордона, 2-го маркиза Хантли. Внук и преемник Джорджа Сетона, 3-го графа Уинтона (ок. 1585—1650).
Мальчиком младше десяти лет он находился в Европе для учёбы, когда в 1650 году стал преемником своего деда в семейных поместьях. Несмотря на молодость, на него был наложен крупный штраф в размере 2 000 фунтов стерлингов в соответствии с Актом милосердия и помилования Кромвеля в 1654 году.
Его наставником и дядей был Александр Сетон, лорд Кингстон, которым он был воспитан «в истинной протестантской религии», тем самым разорвав давнюю привязанность его семьи к католической церкви. 19 июня 1656 года лорд Кингстон сообщил пресвитерии Хаддингтона по приказу синода, что лорд Уинтон получил образование в протестантской религии и за его образованием по-прежнему следует тщательно следить.
Лорд Уинтон был известным знатоком оружия и доказал свое мастерство и доблесть, служа во французской армии при осаде Безансона в 1660 году. Вернувшись в Англию с блестящей репутацией, он был хорошо принят королем Карлом II, который назначил его членом Тайного совета Шотландии, и поручить ему командование Ист-Лотианским пехотным полком против ковенантеров в 1666 году, после чего он разгромил повстанцев при Пентленде, а также, в 1679 году он снова командовал тем же полком «самостоятельно». Атака со всеми своими вассалами в благородной экипировке в королевской армии численностью 14 000 человек битве у Ботвелл-Бридж, где повстанцы были полностью разбиты. После битвы он развлекал герцога Монмута и всех шотландских и английских офицеров в Сетоне.
В 1682 году граф Уинтон был назначен шерифом Хаддингтоншира, а в мае того же года сопровождал герцога Йоркского из Лондона в Эдинбург на фрегате «Глостер», который потерпел крушение с большими человеческими жертвами на острове Ярмут-Сэндс. Интересное письмо, написанное г-ну Хьюеру из Эдинбурга в понедельник 8 мая 1682 года по поводу этой катастрофы, можно найти в переписке Сэмюэля Пипса, который также был с герцогом Йоркским. В 1685 году лорд Уинтон был назначен новым королем Яковом II Стюартом великим магистром двора.
Также в 1685 году граф Уинтон снова выступил со своим полком против Арчибальда Кэмпбелла, графа Аргайла.
Как учёный человек, профессор Синклер подарил ему любопытную и редкую работу под названием « Открытый невидимый мир сатаны, или Избранное собрание связей о дьяволах, духах, ведьмах и явлениях в 1685 году». преувеличенная похвала, несколько смягченная описанием угледобывающих операций графа, в котором Синклер вводит имя Афанасия Кирхера, иезуита, который основал Музей Кирхерианум в Римском колледже в Риме и был одним из первых натурфилософов. и учёные того времени.
В 1691—1693 годах он был в Голландии, Амстердаме и Лейдене, где встречался с путешественниками и учеными людьми, общество которых ему нравилось, так как он очень увлекался математикой и физикой.
Этот граф много сделал для улучшения своего имущества и на благо общества. Он построил новую гавань в Кокензи, названную Порт-Сетон, которая до сих пор существует под этим названием и недавно возродилась вместе с жителями Эдинбурга как скромный летний курорт.
Шотландский юрист Александр Нисбет говорит об этом дворянине, что «он подражал необычайной преданности своих предков; ни один из них никогда не был виновен в измене или мятеже, не был пристрастием или алчностью и не имел в своем владении земель Церкви».

## Семья
Джордж Сетон, 4-й граф Уинтон был дважды женат. Его первой женой была леди Мэри Монтгомери (1642 — 18 ноября 1703), дочь Хью Монтгомери, 7-го графа Эглинтона, и леди Мэри Лесли. Первый брак был бездетным. Его второй женой стала Кристиан Хепберн (? — 18 ноября 1703), дочь и наследница Джона Хепберна из Адинстоуна в Восточном Лотиане. У супругов было два сына:
- Джордж Сетон, 5-й и последний граф Уинтон (1678 — 19 декабря 1749), старший сын и преемник отца.
- Кристофер Сетон (? — 5 января 1705).